# Bertrand Layec
Bertrand Layec (Vannes, 3 luglio 1965) è un ex arbitro di calcio francese.

## Carriera
Francese di Vannes, in Bretagna, nel 1998, a 33 anni, arriva ad arbitrare in Division 2, seconda serie francese, debuttando nella prima giornata di campionato, l'8 agosto in Troyes-Cannes 2-1.
Nello stesso anno fa l'esordio anche nella massima serie, la Division 1, alla terza giornata del torneo, in uno 0-0 tra Tolosa e Monaco del 22 agosto 1998.
Nel 2002 diventa internazionale e il 29 agosto esordisce nelle coppe europee, nel ritorno del turno di qualificazione della Coppa UEFA, nella sfida in Bulgaria tra il CSKA Sofia e i bielorussi della Dinamo Minsk vinta dai primi per 1-0.
Nell'ottobre dello stesso anno prima viene designato per una gara della fase finale di Coppa UEFA, il ritorno del 1º turno, il 3 ottobre tra il Panathīnaïkos e i bulgari del Liteks Loveč, vinto 2-1 d.t.s dai greci e poi fa l'esordio da internazionale nell'amichevole del 16 ottobre a Ostrowiec Świętokrzyski tra Polonia e Nuova Zelanda, vinta dai padroni di casa per 2-0.
La stagione successiva debutta in Champions League, nel ritorno del 2º turno di qualificazione, il 6 agosto 2003, in Ucraina, nella gara tra lo Šachtar e i moldavi dello Sheriff Tiraspol, vinta dagli arancioneri per 2-0.
Nell'estate 2004 viene designato per l'Europeo Under-21 in Germania, dove arbitra 3 gare, tra cui la finale per il 3º posto dell'8 giugno ad Oberhausen tra Svezia e Portogallo, conclusasi con il successo dei lusitani per 3-2 d.t.s.
Il 14 settembre 2004 dirige per la prima volta nella fase finale di Champions League, nella sfida del girone G tra Valencia e Anderlecht, vinta 2-0 dagli spagnoli.
Nel 2005 arbitra nelle qualificazioni al Mondiale 2006, facendo l'esordio in Grecia-Albania 2-0 del 30 marzo al Pireo.
Nell'edizione 2005-2006 della Coupe de la Ligue, coppa di lega francese, viene scelto per la finale di Saint-Denis del 22 aprile 2006 tra Nancy e Nizza, terminata con la vittoria del trofeo da parte della squadra della Lorena, vittoriosa per 2-1. In carriera dirige anche due finali del Trophée des Champions, supercoppa di Francia, quella del 20 luglio 2006, vinta dall'Olympique Lione 6-5 dopo i calci di rigore contro il Paris Saint-Germain e quella del 2 agosto 2008, anche in questo caso conclusa ai tiri di rigore, portata a casa dal Bordeaux, vincitore 5-4 contro l'Olympique Lione.
Nella Coppa UEFA 2006-2007 arbitra la semifinale di ritorno del 3 maggio 2007 in Germania tra Werder Brema ed Espanyol, vinta 2-1 dalla squadra di Barcellona, che poi perderà in finale a Glasgow il derby spagnolo con il Siviglia.
Nell'estate 2007 è di scena nel Mondiale Under-17 in Corea del Sud, dove dirige tre partite della fase a gironi.
Termina la carriera nel 2010, per limiti di età, dopo una stagione in cui arbitra soltanto due volte in Ligue 1, nonostante sia impiegato anche in Champions League, alla prima e all'ultima giornata, il 15 maggio 2010, ultima gara arbitrata, Tolosa-Monaco 0-0, stessa gara nella quale aveva esordito nella massima divisione francese.
Chiude dopo 191 partite di Ligue 1, 88 di Ligue 2, 22 di coppe nazionali, 33 di coppe internazionali e 11 incontri di Nazionali maggiori. Viene eletto per due volte miglior arbitro francese nei Trophées UNFP du football, premi calcistici transalpini, nel 2004 e nel 2007.